# Kristen Viikmäe
Kristen Viikmäe (født 10. februar 1979 i Tallinn, Sovjetunionen) er en estisk tidligere fodboldspiller (angriber). Han spillede hele 115 kampe og scorede 15 mål for det estiske landshold i perioden 1997-2013.
Viikmäe debuterede for landsholdet i januar 1997 i en venskabskamp mod Libanon, mens hans sidste landskamp var en venskabskamp mod Hviderusland i juni 2013.
På klubplan repræsenterede Viikmäe blandt andet Flora Tallinn og Nõmme Kalju i hjemlandet. Han var også i en årrække udlandsprofessionel i både Norge, Sverige og Grækenland.